# Hrabstwo Wilson (Karolina Północna)
Hrabstwo Wilson (ang. Wilkes County) – hrabstwo w stanie Karolina Północna w Stanach Zjednoczonych.

## Geografia
Według spisu z 2000 roku obszar całkowity hrabstwa obejmuje powierzchnię 374 mil2 (968,66 km²), z czego 371 mil2 (960,89 km²) stanowią lądy, a 3 mile2 (7,77 km²) stanowią wody. Według szacunków United States Census Bureau w roku 2012 miało 81 867 mieszkańców. Jego siedzibą administracyjną jest Wilson.

### Miasta
- Black Creek
- Elm City
- Lucama
- Saratoga
- Sims
- Stantonsburg
- Wilson